# Claus Peter Knudsen
Claus Peter Knudsen (17. září 1826, Trondheim – 2. dubna 1896, Christiania) byl norský fotograf a je považován za prvního fotografa v Ålesundu.

## Životopis
Původně byl vyškolen jako lékárník a práci získal nejprve u Bolton apothek a později u Svaneapotheket ve stejném městě.
V roce 1860 přišel do Christianie (Oslo) a za nějaký čas otevřel vlastní fotoatelier na Drammensveien a později na adrese Stortingsgata. Fotografoval také ve Stavangeru.
Obrazové sbírky Clause Petera Knudsena lze nalézt v několika archivech, patří mezi ně Oslo Museum, Tromso museum, Bolton Museum billedsamling a Národní knihovna.

## Galerie

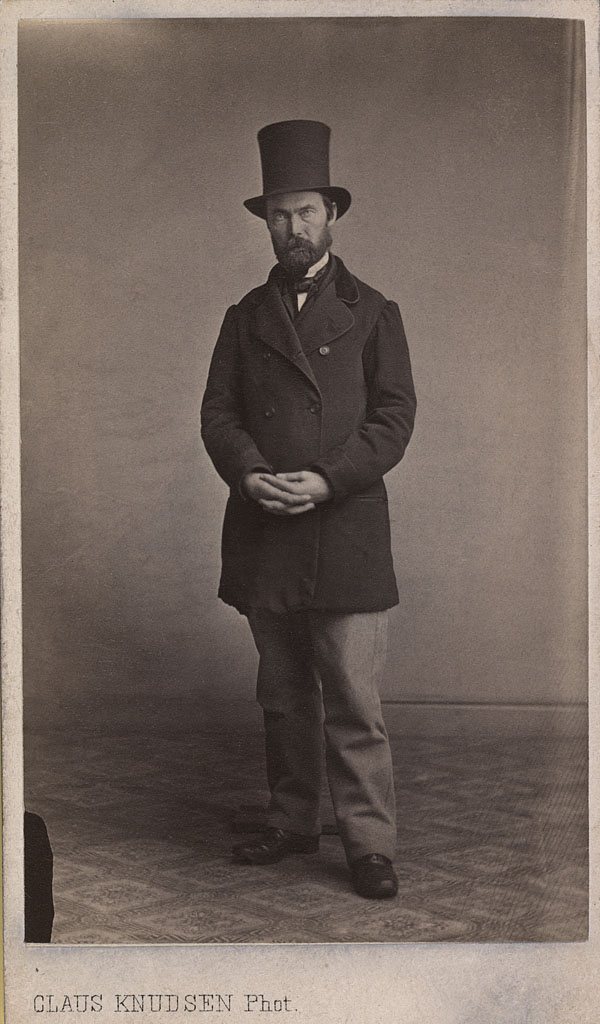
Asmund Olavsson Vinje, carte de visite, asi 1865, Nasjonalbiblioteket
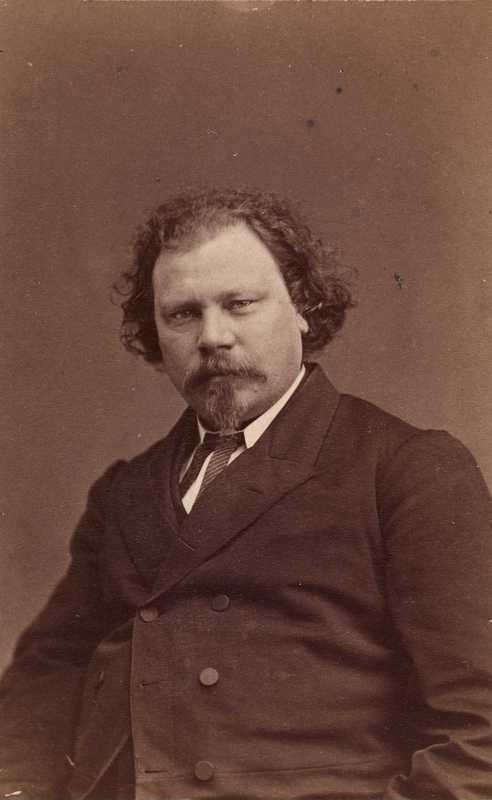
Sochař Brynjulf Bergslien, Oslo Muzeum
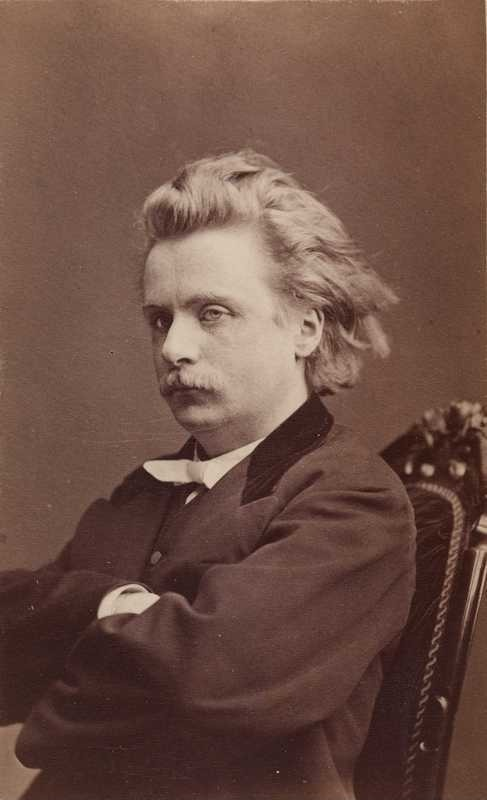
Edvard Grieg, Oslo Muzeum
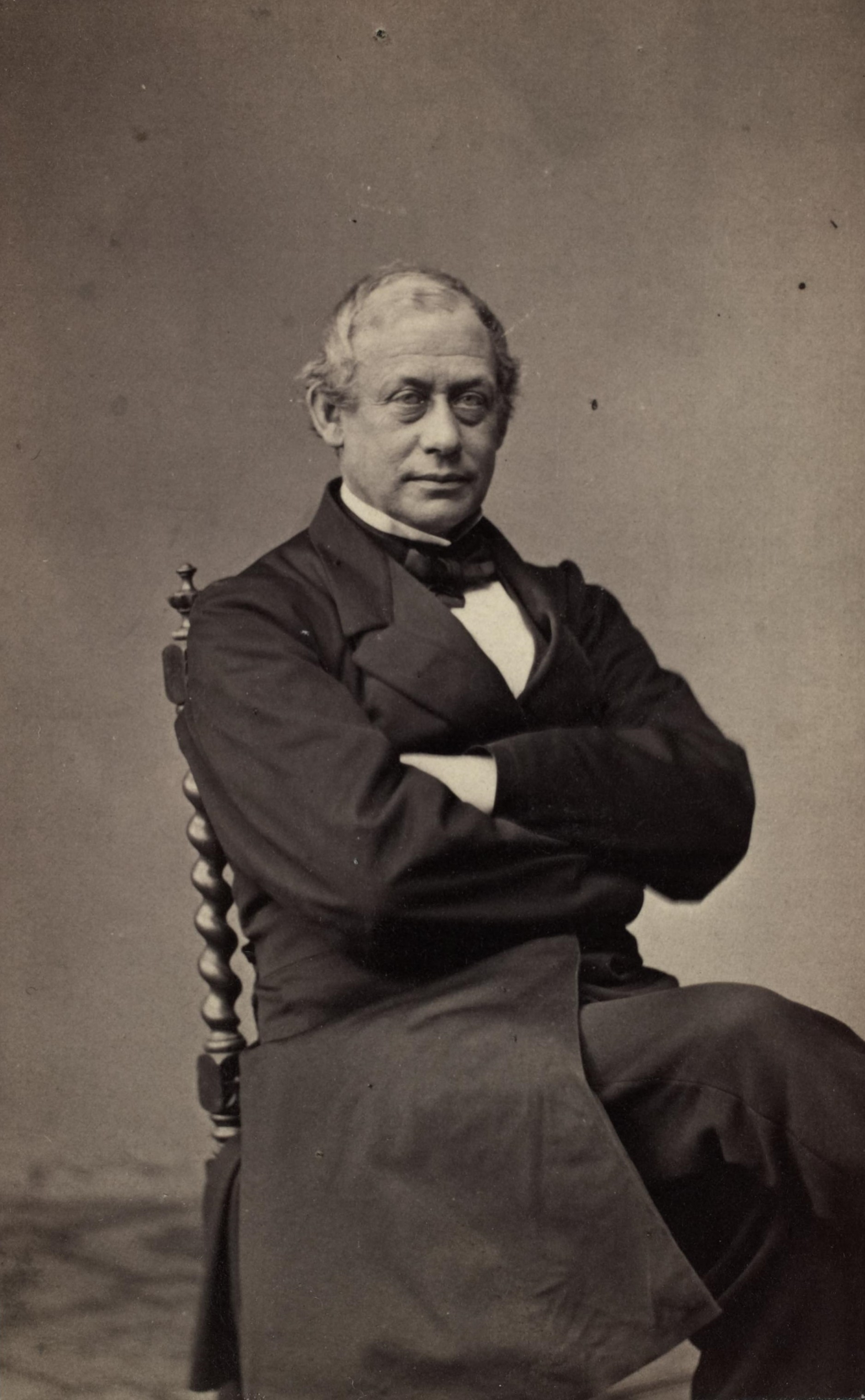
Frederik Stang, premiér, Národní Knihovna